# Vernon (Name)
Der Familienname Vernon ist aus dem gallischen Wort vern für ‚Erle‘ (auch ‚quellenartig, grünend oder voller Leben‘) und einem gallisch-lateinischen Suffix abgeleitet. Er wurde ins Spanische als „Vernón“ übernommen.
In England wurde er als aristokratischer Familienname zur Zeit der normannischen Eroberung eingeführt. Vernon ist auch männlicher Vorname. Varianten sind Vern, Vernard, Verne, Verna, Sberna, Sberno.
Vernon ist ein Toponym, es bezeichnet einen „Ort der Erlen“.

## Namensträger

### Vorname
- Vernon (DJ), US-amerikanischer DJ
- Vernon Alley (1915–2004), US-amerikanischer Jazz-Bassist und Hörfunkmoderator
- Vernon Bartlett (1894–1983), britischer Journalist, Schriftsteller und Politiker
- Vernon Blake (1875–1930), britischer Fotograf, Künstler und Bildhauer
- Vernon Brown (1907–1979), US-amerikanischer Jazz-Posaunist
- Vernon J. Brown (1874–1964), US-amerikanischer Politiker
- Vernon Campbell (* 1961), US-amerikanischer Schauspieler
- Vernon Carey (* 2001), US-amerikanischer Basketballspieler
- Vernon Carrington (1936–2005), Gründer der Glaubensgemeinschaft Zwölf Stämme Israels
- Vernon Chatman (* 1972), US-amerikanischer Fernsehproduzent
- Vernon E. Clark (* 1944), US-amerikanischer Militär, Offizier der United States Navy
- Vernon Dahmer (1908–1966), US-amerikanischer Bürgerrechtler
- Vernon Dalhart (1883–1948), US-amerikanischer Sänger und Country-Musiker
- Vernon Davis (* 1984), US-amerikanischer American-Football-Spieler
- Vernon Dixon (1915–2009), britischer Artdirector und Szenenbildner
- Vernon Dobtcheff (* 1934), französischer Schauspieler
- Vernon Duke (1903–1969), US-amerikanischer Komponist russischer Herkunft
- Vernon Fiddler (* 1980), kanadischer Eishockeyspieler
- Vernon Forrest (1971–2009), US-amerikanischer Boxer
- Vernon Freeman (* 1953), US-amerikanischer Basketballspieler
- Vernon George Turner (* 1926), kanadischer Botschafter
- Vernon Grounds (1914–2010), US-amerikanischer evangelikaler Theologe
- Vernon Handley (1930–2008), englischer Dirigent
- Vernon Harris (1905–1999), britischer Drehbuchautor
- Vernon Harrison (1912–2001), englischer Physiker und Experte für Fälschungsfragen
- Vernon Hartshorn (1872–1931), britischer Politiker der Labour Party und Mitglied des House of Commons
- Vernon Heywood (1927–2022), britischer Biologe und Botaniker
- Vernon Howard (1918–1992), US-amerikanischer Schriftsteller und Vertreter einer spirituellen Philosophie
- Vernon Huber (1899–1967), US-amerikanischer Marineoffizier
- Vernon Hughes (1921–2003), US-amerikanischer Experimentalphysiker
- Vernon Ingram (1924–2006), deutsch-amerikanischer Biologe
- Vernon Isaac (1913–1999), US-amerikanischer Jazzmusiker
- Vernon Kell (1873–1942), englischer Offizier und der Gründer und erste Generaldirektor des britischen Geheimdienstes MI5
- Vernon L. Larson (* 1948), US-amerikanischer Politiker
- Vernon Lidtke (* 1930), US-amerikanischer Historiker
- Vernon Lee (1856–1935), britische Schriftstellerin und Essayistin, siehe Violet Paget
- Vernon Louis Parrington (1871–1929), amerikanischer Literaturwissenschaftler und Historiker
- Vernon Macklin (* 1986), US-amerikanischer Basketballspieler
- Vernon McKenzie (1887–1963), kanadischer Journalist und Hochschullehrer
- Vernon Morgan (1904–1992), britischer Hindernisläufer und Journalist
- Vernon Mountcastle (1918–2015), US-amerikanischer Neurowissenschaftler
- Vernon Mwaanga (* 1944), sambischer Politiker, Informations- und Medienminister von Sambia
- Vernon Nicholls (1917–1996), britischer Theologe; Bischof von Sodor und Man
- Vernon Norwood (* 1992), US-amerikanischer Sprinter
- Vernon Orlando Bailey (1864–1942), US-amerikanischer Naturforscher und Mammaloge
- Vernon Reese (1910–1995), US-amerikanischer Fußballspieler und -funktionär
- Vernon Reid (* 1958), US-amerikanischer Fusion- und Crossovergitarrist
- Vernon Ruttan (1924–2008), US-amerikanischer Ökonom
- Vernon Sapergia (* 1946), kanadischer Westernreiter
- Vernon Sargeant (* 1973), Fußballspieler von St. Kitts und Nevis
- Vernon Schatz (1921–2012), US-amerikanischer Informatiker
- Vernon Sewell (1903–2001), britischer Filmregisseur
- Vernon Shaw (1930–2013), dominicanischer Politiker
- Vernon L. Smith (* 1927), US-amerikanischer Ökonom, Professor für Wirtschafts- und Rechtswissenschaften
- Vernon Stauble (* 1950), Radrennfahrer aus Trinidad und Tobago
- Vernon Sturdee (1890–1966), australischer Generalleutnant
- Vernon Taylor (* 1937), US-amerikanischer Rockabilly-Musiker
- Vernon H. Vaughan (1838–1878), US-amerikanischer Politiker
- Vernon L. Walker (1894–1948), amerikanischer Kameramann
- Vernon Wallace Thomson (1905–1988), US-amerikanischer Politiker
- Vernon A. Walters (1917–2002), US-amerikanischer Militär, Geheimdienstler und Diplomat
- Vernon Watkins (1906–1967), walisischer Lyriker
- Vernon Wells (* 1945), australischer Schauspieler
- Vernon S. Wright (1889–1934), US-amerikanischer Politiker

### Mittelname
- Wendell Vernon Clausen (1923–2006), US-amerikanischer Klassischer Philologe
- William Vernon Harcourt (Naturforscher) (1789–1871), britischer Geistlicher und Naturforscher
- William Vernon Harcourt (Politiker) (1827–1904), britischer Jurist und Politiker

### Familienname
- Alejandro Vernon (* 1937), belizischer Politiker
- Andrew Vernon (* 1986), britischer Langstreckenläufer
- Annabel Vernon (* 1982), englische Ruderin
- Anne Vernon (* 1924), französische Schauspielerin
- Ashley Vernon (eigentlich Kurt Manschinger; 1902–1968), austroamerikanischer Komponist und Musikjournalist
- Conrad Vernon (* 1968), US-amerikanischer Regisseur, Drehbuchautor, Animator und Synchronsprecher
- Dai Vernon (1894–1992), US-amerikanischer Zauberkünstler
- Dorothy Vernon (Erbin) (1544–1584), britische Erbin des Haddon Hauses, deren Geschichte im 19. Jahrhundert Gegenstand mehrerer Romane war
- Dorothy Vernon (Schauspielerin, 1875) (1875–1970), US-amerikanische Schauspielerin
- Dorothy Vernon (Schauspielerin, 1894) (1894–1952), britische Schauspielerin
- Edward Vernon (1684–1757), britischer Admiral
- Edward Vernon (Admiral, 1723), (1723–1794), britischer Admiral
- Ethan Vernon (* 2000), britischer Radrennfahrer
- Francis Vernon (um 1637–1677), englischer Autor und Forschungsreisender
- Gabor Vernon (1925–1985), britischer Schauspieler
- Hedda Vernon (eigentlich Hedwig Lang; 1889–1961), deutsche Schauspielerin
- Henry Vernon (1441–1515), englischer Ritter
- Howard Vernon (1908–1996), Schweizer Schauspieler
- John Vernon (Produzent) (* 1927), britischer Filmproduzent und Regisseur
- John Vernon (Leichtathlet) (1929–2019), australischer Leichtathlet
- John Vernon (Schauspieler) (1932–2005), kanadischer Schauspieler
- John Vernon (Schriftsteller) (* 1943), Schriftsteller und Publizist
- Judy Vernon (* 1945), britische Hürdenläuferin und Sprinterin
- Julia Vernon (* 1965), britische Maskenbildnerin
- Justin Vernon (* 1981), US-amerikanischer Sänger, Gitarrist und Organist, siehe Bon Iver
- Karl Vernon (1880–1973), britischer Ruderer und Rudertrainer
- Kate Vernon (* 1961), kanadische Schauspielerin
- Konstanze Vernon (1939–2013), deutsche Tänzerin und Choreografin
- Lee Vernon († 2012), britischer Motorradrennfahrer
- Lillian Vernon (Unternehmerin) (1927–2015), US-amerikanische Geschäftsfrau deutscher Herkunft
- Lyn Vernon (* 1944), kanadische Sängerin (Mezzosopran)
- Michael Vernon (Aktivist) (1932–1993), australischer Verbraucher-Aktivist
- Mike Vernon (Produzent) (* 1944), britischer Blues-Produzent
- Mike Vernon (Eishockeyspieler) (* 1963), kanadischer Eishockeytorwart
- Paul Vernon (1949–2024), britischer Bluesexperte und Autor
- Philip A. Vernon (auch Tony Vernon), kanadischer Psychologe
- Philip E. Vernon (1905–1987), britisch-kanadischer Psychologe
- Olivier Vernon (* 1990), US-amerikanischer American-Football-Spieler
- Orien Vernon (1874–1951), US-amerikanischer Tennisspieler
- Raymond Vernon (1913–1999), US-amerikanischer Ökonom
- Richard Vernon (Schauspieler) (1925–1997), britischer Schauspieler
- Richard Vernon (Politikwissenschaftler) (* 1951), kanadischer Politikwissenschaftler
- Richard Vernon (Sänger) (1953–2006), US-amerikanischer Opernsänger (Bass)
- Richie Vernon (* 1987), schottischer Rugby-Union-Spieler
- Roger Lee Vernon (1924–2017), US-amerikanischer Science-Fiction Autor
- Roy Vernon (1937–1993), walisischer Fußballspieler
- Scott Vernon (* 1983), englischer Fußballspieler
- Simon François Gay de Vernon (1760–1822), französischer Pionieroffizier
- Siobhán Vernon (1932–2002), irische Mathematikerin und Hochschullehrerin
- Susan Huntington Vernon (1869–1945), US-amerikanische Pädagogin
- Suzy Vernon (1901–1997), französische Schauspielerin
- Timothy Vernon (* 1948), kanadischer Dirigent
- Ursula Vernon (* 1977), US-amerikanische Schriftstellerin und Illustratorin
- William Vernon (1416–1467), englischer Ritter